# العلاقات الأردنية السويسرية
العلاقات الأردنية السويسرية هي العلاقات الثنائية التي تجمع بين الأردن وسويسرا.

## مقارنة بين البلدين
هذه مقارنة عامة ومرجعية للدولتين:
| وجه المقارنة                                              | الأردن                   | سويسرا                                                                                      |
| --------------------------------------------------------- | ------------------------ | ------------------------------------------------------------------------------------------- |
| المساحة (كم2)                                             | 89.34 ألف                | 41.28 ألف                                                                                   |
| عدد السكان (نسمة)                                         | 9.81 مليون               | 8.21 مليون                                                                                  |
| الكثافة السكانية (ن./كم²)                                 | 109.81                   | 198.89                                                                                      |
| العاصمة                                                   | عمان                     | برن                                                                                         |
| اللغة الرسمية                                             | اللغة العربية            | اللغة الألمانية، اللغة الإيطالية، لغة فرنسية، اللغة الرومانشية، الألمانية السويسرية الموحدة |
| العملة                                                    | دينار أردني              | فرنك سويسري                                                                                 |
| الناتج المحلي الإجمالي (بليون دولار)                      | 40.07 مليار              | 678.89 مليار                                                                                |
| الناتج المحلي الإجمالي (تعادل القوة الشرائية) بليون دولار | 82.80 مليار              | 518.07 مليار                                                                                |
| الناتج المحلي الإجمالي الاسمي للفرد دولار أمريكي          | 4.94 ألف                 | 80.94 ألف                                                                                   |
| الناتج المحلي الإجمالي للفرد دولار أمريكي                 | 12.05 ألف                | 59.54 ألف                                                                                   |
| مؤشر التنمية البشرية                                      | 0.748                    | 0.930                                                                                       |
| رمز المكالمات الدولي                                      | +962                     | +41                                                                                         |
| رمز الإنترنت                                              | .jo                      | .ch، .swiss ‏                                                                                |
| المنطقة الزمنية                                           | ت ع م+02:00، ت ع م+03:00 | توقيت وسط أوروبا، ت ع م+01:00، ت ع م+02:00، أوروبا/زيورخ ‏                                   |

## مدن متوأمة
في ما يلي قائمة باتفاقيات التوأمة بين مدن أردنية وسويسرية:
- ترتبط عمان مع جنيف باتفاقية توأمة منذ 1994.[16][17][16][17]

## منظمات دولية مشتركة
يشترك البلدان في عضوية مجموعة من المنظمات الدولية، منها:
| علم المنظمة | اسم المنظمة                               | تاريخ انضمام الأردن | تاريخ انضمام سويسرا |
| ----------- | ----------------------------------------- | ------------------- | ------------------- |
|             | مؤسسة التمويل الدولية                     | 20 يوليو 1956       | 29 مايو 1992        |
|             | منظمة حظر الأسلحة الكيميائية              | ?                   | ?                   |
|             | يونسكو                                    | 14 يونيو 1950       | 28 يناير 1949       |
|             | الاتحاد الدولي للاتصالات                  | 20 مايو 1947        | 1866                |
|             | الأمم المتحدة                             | 14 ديسمبر 1955      | 10 سبتمبر 2002      |
|             | منظمة الشرطة الجنائية الدولية             | ?                   | ?                   |
|             | البنك الدولي للإنشاء والتعمير             | 29 أغسطس 1952       | 29 مايو 1992        |
|             | الاتحاد البريدي العالمي                   | ?                   | ?                   |
|             | مؤسسة التنمية الدولية                     | 4 أكتوبر 1960       | 29 مايو 1992        |
|             | منظمة التجارة العالمية                    | ?                   | ?                   |
|             | المركز الدولي لتسوية المنازعات الاستشارية | 29 نوفمبر 1972      | 14 يونيو 1968       |
|             | وكالة ضمان الاستثمار متعدد الأطراف        | 12 أبريل 1988       | 12 أبريل 1988       |

## وصلات خارجية
- موقع وزارة الخارجية الأردنية
- موقع وزارة الخارجية السويسرية